# Dimitrij Fjodorovics Lavrinyenko
Dimitrij Fjodorovics Lavrinyenko (orosz betűkkel: Дмитрий Фёдорович Лавриненко; Bessztrasnaja, 1914. október 14. – Gorjuni, 1941. december 18.) orosz származású szovjet harckocsizó tiszt volt, a második világháborúban a Szovjetunió egyik legeredményesebb páncélos parancsnoka.

## Élete
Lavrinyenko tanárként dolgozott, majd 1934-ben jelentkezett a Vörös Hadseregbe. Egy évet szolgált a lovasságnál, majd az uljanovszki páncéloskiképző-iskolába irányították. Itt 1938-ban fejezte be tanulmányait. Ezután részt vett Lengyelország 1939-es, és Besszarábia 1940-es megszállásában.
A fiatal hadnagy már ekkor is kitűnt ügyességével. Szinte minden győzelmét 1941-ben egy T-34/76-os típussal érte el a német támadók ellen, ez a típus pedig akkor minden német ellenfelét felülmúlta. 1941. december 18-án bekövetkezett haláláig 52 német harckocsit és önjáró löveget semmisített meg. Élete során összesen 28 bevetésen vett részt.
1990. május 5-én Lavrinyenko posztumusz megkapta a Szovjetunió Hőse kitüntetést.